# Vologases I da Armênia
Vologases I (em armênio/arménio: Վաղարշ; romaniz.: Vałarš; m. 140) foi um príncipe parta que governou a Armênia de 117 a 140.

## Nome
Vologases, Vologeso (Vologaesus), Vologesso (Vologessus) ou Vologeses são as formas latinas do parta Valagaxe (𐭅𐭋𐭂𐭔, Walagaš). A etimologia do nome não é clara, embora Ferdinand Justi proponha que Valagaxe seja um composto das palavras "força" (varəda) e "bonito" (gaš ou geš em persa moderno). Foi atestado em persa novo como Balaxe (بلاش, Balāš), em persa médio como Vardaquexe (Wardāḫš) ou Valaquexe (Walāḫš), em armênio como Valarxe (*Վաղարշ, *Vałarš), em árabe como Valaxe, Balaxe (بلاش, Valāš / Balāš) e Gulaxe (جولاش, Gulāš) e em grego como Olagado (*Ολαγαδος, via gen. Ολαγαδου), Olagedo (*Ολαγαίδος, Olagaídos, via gen. Ολαγαίδου), Ologado (*Ολογαδος, via gen. Ολογαδου), Uologedo (Ουολόγαιδος, Ouológaidos), Uologeos (Ουολόγεος, Ouológeos), Vologeso (Ουολόγαισος, Ouológaisos), Vologido (Βολόγίδος, Vológídos), Vologedo (Βολόγεδος, Vológedos), Ualases (*Ουαλάσες, via gen. Ουαλάσου) ou Ualasses (*Ουαλάσσες, via gen. Ουαλάσσου)

## Vida
Vologases era aparentemente um membro da dinastia arsácida e é descrito como o "filho de Sanatruces I" (r. 88–110) por Dião Cássio. Se tornou rei após o fim da breve anexação romana da Armênia (114–116/7). É conhecido por ter fundado a cidade de Valarsapate, que serviu como capital da Armênia de 120 a 330, e uma série de outros assentamentos que levam seu nome. Embora a Armênia tenha prosperado durante seu reinado, foi forçado a apelar ao Império Romano por ajuda contra uma invasão ibérica no final do seu governo. De acordo com Moisés de Corene, pode ter morrido em batalha contra os invasores. Após sua morte, os romanos fizeram de Soemo o rei da Armênia. É possível que ele seja o pai de Gadana, a princesa arsácida que casar-se-ia com o mefe (rei) da Ibéria Farasmanes II.